# Arroyo Palomillas
Arroyo Palomillas är ett vattendrag i Spanien.   Det ligger i provinsen Provincia de Badajoz och regionen Extremadura, i den centrala delen av landet, 290 km sydväst om huvudstaden Madrid. Arroyo Palomillas ligger vid sjön Embalse de Alange.